# Афганський військовий килим

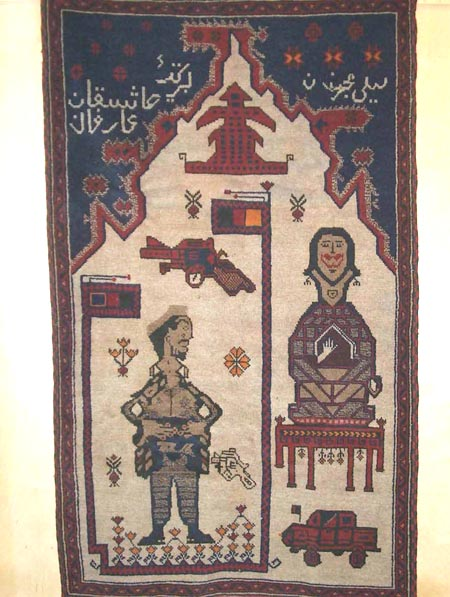
Осучаснена версія історії про Лейлі і Меджнуна на афганському килимі

Афганський військовий килим — різновид килимів, виготовлених в Афганістані та Пакистані, містять в оформленні зображення предметів сучасної військової екіпіровки і сцени бойових дій. Традиція виготовлення подібних килимів веде до часів радянської присутності в Афганістані в 1979—1989 роках. Подальші військові, політичні та соціальні конфлікти зумовили збереження традиції і продовження виробництва килимів у даний час. Перші килими на військову тематику стали з'являтися відразу після введення в Афганістан обмеженого контингенту радянських військ. У 2001 році, після введення в країну армії Сполучених Штатів Америки, виробництво килимів отримало новий стимул розвитку.
Афганські військові килими виготовляються досить недбало і з грубого матеріалу, автор у першу чергу орієнтується на зміст зображення. На килимах можна знайти літаки, танки, автомат Калашникова, орнаменти з куль, снарядів і гранат. Поява нової техніки, наприклад, безпілотників, супроводжує їх перехід і на килими. У сюжетах, які отримують інтерпретацію на килимі, знаходять відображення не тільки бойові дії в Афганістані, а й резонансні світові події. Наприклад, після терористичних актів 11 вересня 2001 року з'явилася серія килимів, присвячених цій події, що стала популярною серед колекціонерів і простих покупців Північної Америки незважаючи на зайву натуралістичність у зображенні трагедії. Різке зростання попиту на килими, на думку продавців та експертів, породило чисто комерційну експлуатацію виготовлювачами військової тематики.
Афганські військові килими вважаються одним із найяскравіших проявів батального мистецтва кінця XX — початку XXI століття. В англомовному світі з подачі продавців, колекціонерів і художніх критиків, щодо даного виду мистецтва закріпилися терміни Baluch (українська калька — «белуджі») та war rug («військовий килим»). Ці твори є джерелом відомостей про те, як сприймаються творцем килима події військового та політичного життя.
Популяризатором афганських військових килимів у західному світі вважається американський колекціонер Кевін Судейт, який організував їх доставку в Північну Америку. Однак представлені ним у 2014 році килими із зображенням безпілотників деякими мистецтвознавцями, наприклад, Найджелом Лендоном з Австралійського національного університету, вважаються неавтентичними.

## Класифікація
Мистецтвознавці підрозділяють афганські військові килими на три типи:
- Протестні;
- Переможні;
- Сувенірні.

Протестні килими характеризуються зображеннями військової техніки різних держав і формувань, що діяли на території Афганістану. У традиційному візерунку присутні зображення військової техніки і зброї, що належать Радянській Армії, Армії США чи руху Талібан.
Переможні килими також містять зображення озброєння, але в цьому випадку — моджахедів, які протистояли вторгненню. Іншим поширеним малюнком на переможних килимах є карти виведення радянських військ.
Сувенірні килими мають чисто комерційну спрямованість: вони виготовляються з метою продажу і містять зображення, затребуване ринком, і часто не відбивають думку автора. Зокрема це стосується килимів із зображенням атак веж-близнюків.

## Зовнішні посилання
- Rug-of-War [Архівовано 25 листопада 2015 у Wayback Machine.] by Mimi Kirk, Smithsonian.com, 4 February 2008.
- Rugs of War [Архівовано 16 січня 2016 у Wayback Machine.], Blog by Nigel Lendon and Prof. Tim Bonyhady of the Australian National University.